# Пси (фільм)
«Пси» (рос. «Псы») — радянський художній фільм Дмитра Свєтозарова, що вийшов у 1989 році. Фільм був знятий в районі Аральського моря.

## Сюжет
В мертвому радянському місті серед середньоазіатських пісків виявлені вовки-людожери, жертвами яких все частіше стають місцеві жителі. Група мисливців вирушає в занедбане поселення, щоб знищити монстрів. Містечко раніше стояло на узбережжі та було сповнене життя, але море пішло і на його місці утворилася суха млява пустеля. Вода залишилася тільки в трюмі старого танкера. Вовків в мертвому місті мисливці не знайшли, але зате самі себе виявили страшні дикі собаки-людожери, кинуті людьми. Вони мстять людям за «зраду», їх називають перевертнями. Охоплені страхом і божевіллям люди починають винищувати один одного…

## У ролях
- Юрій Кузнєцов —  Іван Максимчук, начальник спецзагону
- Михайло Жигалов —  «мовчун»
- Сергій Коковкін —  вчитель
- Андрій Краско —  мисливець
- Олексій Криченков —  кримінальник
- Олександр Суснін —  шофер
- Андрій Ніколаєв —  мародер
- Сергій Архангельський —  хлопчик
- Райхан Айткожанова —  жінка на маяку
- Микола Ісполатов —  гідролог

## Знімальна група
- Режисер — Дмитро Свєтозаров
- Сценаристи — Аркадій Красильщиков, Дмитро Свєтозаров
- Композитори — Олександр Зайцев, Олександр Кутіков
- Художники — Олена Жукова, Сергій Шемякін
- Оператор — Олександр Устинов
- Продюсер — Ада Стависька